# Senge
Senge – malgaska grupa wokalna. Została założona w 1995 roku.
Muzycy reprezentują grupę etniczną Antandroy (Tandroy), z regionu Androy na południowym skraju Madagaskaru. Ich twórczość to utwory a cappella w polifonicznym stylu beko, należącym do tradycji Antandroy.
W 1999 r. ukazał się ich debiutancki album pt. Arembelo. W tym samym roku otrzymali nagrodę Découverte RFI Afrique.

## Dyskografia
Albumy studyjne
| Tytuł    | Rok  | Wytwórnia |
| -------- | ---- | --------- |
| Arembelo | 1999 | Cobalt    |
| Fatedra  | 2003 | Cobalt    |